# Sultanat Adal
Sultanat Adal (arapski: عدل) (oko 1415. – 1555.)  isprva je bio provincija te potom sultanat, koji se prostirao na tlu današnje sjeverozapadne Somalije, južnog Džibutija i sjeverne Etiopije (današnje regije; Somali, Oromia i Afar) Na vrhuncu svoje moći Sultanat Adal zagospodario je većim dijelom Etiopije i Somalije.

## Adal kao etiopska provincija
Prije 1288. godine, Adal je bio jedna od vazalnih muslimanskih pokrajina kršćanske Etiopije. Adal se pobunio protiv etiopske vlasti, ali je tu pobunu ugušio car Amda Sejon vojnim pohodom na Adal 1332. godine. Tijekom istog pohoda zauzeo je i dva manja sultanata; Šou i Ifat koji su kontrolirali luke Arapskom moru uključujući Zeilu. Adal je potom potpao pod Sultanat Ifat, ali je vremenom postao neovisan, jer se ponovno pobunio protiv cara Amde Sejona, ali se morao predati nakon smrti svoga sultana Jamala ad-Dina i osvajanje svog sjedišta Talaga.
Etiopsko Carstvo uspjelo je ponovno zauzeti Ifat negdje oko 1403. ili 1415. nakon ponovnog izbijanja pobune, koju je ovaj put vodio sultan Sa'ad ad-Din II. Etiopska vojska na kraju je zauzela luku Zeilu, a sultan Sa'ad ad-Din II. i svi članovi vladarske dinastije Valašma pobjegli su u Jemen da izbjegnu pogubljenje. Nakon što se stvar smirila i etiopska vojska povukla sultan se vratio u natrag ali ovaj put se prozvao Sultanom od Adala.

## Invazija Etiopije
Sredinom 1520-ih, imam Zeile Ahmad ibn Ibrahim al-Gazi, znan kao Ahmad Granj osvojio je Adal i najavio džihad protiv kršćanske Etiopije, kojom je tad vladao car Lebna Dengel. Iza Ahmada Granja stajalo je Osmansko Carstvo koje se uspjelo proširiti do Jemena 1517. Oni su Granjovu vojsku opskrbili vatrenim oružjem, tako da je on uspio pobijediti etiopsku vojsku u Bitci kod Šimbra Kure 1529. i zauzeti velik dio Etiopske visoravni. Potom je uspio potpuno razbijati vojsku cara Lebna Dengela bitci kod Amba Sela 28. listopada 1531. Razbijena carska vojska i car ipak su nastavili pružati otpor na planinama Šoe i na sve strane tražili pomoć protiv invazije Adala. Pomoć je stigla iz Portugala, koji je osobno imao interese za sigurnost plovidbe po Indijskom oceanu. Oni su poslali jednu malu vojnu ekspediciju s 400 mušketira koja se iskrcala u luci Masava 10. veljače 1541. S druge pak strane Granju je iz Jemena stigla pomoć od 900 dobro uvježbanih turskih vojnika.
Ahmad Granj se u početku uspješno borio protiv udruženih Etiopsko-portugalskih snaga, čak je u jednoj od bitaka uspio ubiti portugalskog zapovjednika Cristóvão da Gamu, u kolovozu 1542. godine. Na kraju je ipak svladan 21. veljače 1543. u odlučnoj bitci kod Vajna Daga. U toj bitci je malobrojnija etiopsko-portugalska vojska od 9000 ljudi uspjela poraziti 15.000 boraca Imama Ahmeda Granja, u bitci je poginuo i Granj kojeg je ubio portugalski mušketir.
Nakon tog su Etiopljani ponovno zauzeli Amharsku visoravan i Adal. Osmanlije, koji su tad imali vlastite nevolje po Sredozemlju, nisu mogli pomoći Ahmadovim nasljednicima, tako da je 1577. sjedište oslabljenog Sultanata Adal premješteno iz obalne Zeile u brdski Harar.

## Invazija naroda Oromo
Nakon rata s Etiopijom, Sultanat Adal je toliko oslabio (ali i Etiopija), da su to iskoristila plemena Oromo iz Kenije koju su se kombinacijom borbi i širenjem svog učinkovitog plemenskog društveno-političkog sustava Gada naselili na opustošene dijelove Etiopske visoravni. Ova migracija je imala dugotrajne posljedice na budućnost Etiopije i odnos snaga na Etiopskoj visoravni.

## Nacionalni sastav Sultanata Adal
Još i danas traju rasprave o nacionalnom sastavu tog povijesnog Sultanata. Najvjerojatnije zvuči teza da je to bila jedna mješavina između Afaraca i Somalaca, kojima je iznad svega bila važna vjera, a to je bio islam.
Po nekim novijim istraživanjima izgleda da su većinu vojnika ovog Sultanata tvorili Somalci

## Pogledajte i ovo
- Ahmad Granj
- Zeila
- Harar